# 중국공산주의동맹
중국공산주의동맹(중국어 정체자: 中國共產主義同盟)은 중화민국의 트로츠키주의 정당이었다. 이 단체는 중국국민당과 중국공산당 양측으로부터 공격받았고, 중일전쟁을 거치며 당세가 급격히 축소되다가 결국 1948년에 와해되었다.

## 개요
이 정당은 중국공산당의 지도자였던 천두슈가 1931년에 장쑤성의 트로츠키주의자들을 끌어모아 상하이에서 창당하였다.
그러나 천두슈가 정부에 체포되고 본거지인 상하이마저 일제에 점령되면서 이 정당은 심각한 고난을 겪었고, 1948년에는 불법화되어 이 정당의 조직원들은 홍콩으로 탈출하였다.